# 牛市口街道
牛市口街道，是中华人民共和国四川省成都市锦江区下辖的一个乡镇级行政单位。

## 行政区划
牛市口街道下辖以下地区：
得胜路社区、水碾河路南社区和华成路社区。